# Syrphetodes pensus
Syrphetodes pensus es una especie de coleóptero de la familia Ulodidae.

## Distribución geográfica
Habita en Nueva Zelanda.